# ジョナタン・フュモー
ジョナタン・フュモー (Jonathan Fumeaux 1988年4月7日 - )は、スイス、シオン出身の自転車競技選手 。

## 主な戦績
2011
グランプリ・シャンタル・ビヤ 区間1勝（第3）
Le Triptyque des Monts et Châteaux 総合7位
2012
1st Stage 6 ツール・アルザス
1st  Le Triptyque des Monts et Châteaux 山岳賞
2013
ツール・ド・ルクセンブルク 総合8位
グロサー・プライス・デス・カントン・アールガウ 8位
2016
 ロードレース・スイス選手権 優勝
個人タイムトライアル・スイス選手権 4位